# Horvát Jogok Pártja
A Horvát Jogok Pártja (horvátul Hrvatska stranka prava, HSP) egy horvátországi szélsőjobboldali, nacionalista, radikális és euroszkeptikus politikai párt. A párt nevében szereplő „jog(ok)” szó azokra a jogi és erkölcsi okokra utal, amelyek Horvátország függetlenségét és autonómiáját biztosítják.Míg az HSP megtartotta régi nevét, ma már egy etnocentrikus platformmal rendelkező szélsőjobboldali párt.

## Története
A Horvát Jogok Pártját 1990. február 25-én alapították. Más modern horvát pártokkal (például a Horvát Tiszta Jogok Pártjával) együtt az 1861-ben alapított és 1929-ig létező Jogok Pártja örökségét vallja magának, melyet a párt első elnöke, Dobroslav Paraga már az alapításkor kinyilvánított. A pártnak azonban hamarosan kiválásokkal kellett szembesülnie. Az új Horvát Demokrata Jogpárt elnöke Krešimir Pavelić, a párt korábbi titkára lett. Megjelent néhány más jogvédő párt is, amelyek szintén a régi Jogok Pártja szellemi örökösének valloották magukat. A Horvát Jogok Pártja nem vett részt az 1990-es horvát parlamenti választásokon, ami segítette a Horvát Demokratikus Közösséget (HDZ) abban, hogy több szavazatot szerezzen.
A HSP politikai vonzereje és ereje az 1991–1992-es időszakban volt a csúcson, amikor a Horvát Védelmi Erők (HOS), a HSP katonai szárnya súlyos terhet vállalt Horvátország védelmében. Paraga a horvát szabadság- és függetlenségi akarat bajnoka volt. Paraga keményen és nyíltan bírálta Franjo Tudjmant Szerbiával való együttműködése és a bosznia-hercegovinai bosnyákokkal való konfliktus miatt. A HSP Ante Starčević írásait és usztasa ideológusok, például Mile Budak írásait használta fel érvként, hogy Tudjman nem volt elég radikális a horvát állam védelmében.
A kormányzó HDZ Vukovár elestéig együttműködött a HSP-vel, majd az HSP és a HOS vezetőit „terrorista tevékenység” és „a demokratikusan megválasztott kormány elleni tevékenység” miatt bebörtönözték. Paragát és a Horvát Jogok Pártját engedetlenség vádjával egy katonai bíróság elé állították. Később szabadon engedték őket. Paraga fő politikai és választási célkitűzése egy Nagy-Horvátország létrehozása és a szerb agresszor teljes legyőzése volt. Az 1992-ben megtartott horvát parlamenti választáson a HDZ a szavazatok 7%-át elvesztette, melyet a Horvát Jogok Pártja szerzett meg, melynek így 5 képviselője lett a száborban.
A párt egyik első posztkommunista vezetője, az egykori kommunista Jugoszlávia idején zajlott horvát tavasz diákvezére, Ante Paradžik politikai disszidens volt, de őt a horvátországi háború alatt egy merényletben megölték. Paraga hatalmi harcba keveredett helyettesével, Anto Đapićcsal. Paraga és Đapić jogi csatát vívott a pártnév használatának jogáért, ezt a vitát Paraga végül elvesztette. Paraga később megalakította a Horvát Jogok Pártja 1861 (HSP 1861) nevű pártot, de ekkorra már politikailag marginalizálódott.
1993. szeptember 17-én a három jogpárt vezetői találkozót tartottak Kutenyában, és megkezdték egy széles körű közös „jogi” programról szóló új szövetség megalakításának előkészületeit. A találkozót a HSP új vezetői, Anto Đapić és Boris Kandare, kezdeményezték, akik meghívták a Horvát Tiszta Jogok Pártja és a Horvát Nemzeti Demokrata Szövetség képviselői, de a találkozó sikertelen volt, és ezek a pártok továbbra is külön úton jártak. Az 1995-ös horvát parlamenti választásokon a HSP a párt rossz helyzete miatt veszített népszerűségéből, melyből a HDZ profitált.
A HSP elnöke ezután hosszú ideig Anto Đapić volt, ám politikai hírnevét súlyosan megtépázta a média, amely megtudta, hogy összejátszva Boris Kandarével, pártja egyik vezetőjével, a jogi kar professzorával csalt, hogy megszerezze első posztgraduális jogi diplomáját a Spliti Egyetemen. Nyilvánosan azzal is vádolták, hogy sérüléseket színlelve szerezte meg a háborús veterán státuszt. E leleplezések ellenére Đapić pályafutását a HSP vezetőjeként ez nem befolyásolta. Még a 2007-es horvátországi választások után is a párt élén maradt (ideiglenesen lemondott, de alig néhány hét alatt visszavonta lemondását). A 2003-as horvát parlamenti választásokon a párt – a Muraközi Párttal, a Zagorjei Demokrata Párttal és a párton kívüli Slaven Leticával szövetségben – a szavazatok 6,4%-át és a 151 mandátumból 8-at szerzett meg. 2005 augusztusában a Horvát Demokratikus Republikánus Párt (horvátul Hrvatska demokratska republicanka stranka, HDRS) egy jobboldali politikai párt, amelyet még 2000. október 21-én hoztak létre három kisebb jobboldali párt egyesülésével beolvadt a Horvát jogok Pártjába.
A HDRS első elnöke Joško Kovač volt. 2007 szeptemberében Miroslav Rožić és Tonči Tadić kiléptek a pártból. A 2007. novemberi horvát parlamenti választáson a párt kudarcot szenvedett, mivel csak a szavazatok 3,5%-át és ezzel egyetlen parlamenti mandátumot szerzett. A 2009-es, a párt számára sem igazán sikeres horvát helyhatósági választások után a pártvezetésben felerősödött a zűrzavar, amikor a korábbi képviselők, Ruža Tomašić és Pero Kovačević vezette frakció megalakította a " Dr. Ante Starčević Horvát Jogok Pártja" nevű frakcióját.
A 2009. november 7-én tartott pártgyűlésen Đapić hivatalosan is lemondott posztjáról, így a párt tagjai új vezetőt választhattak Daniel Srb személyebn, aki két másik jelöltet győzött le, hogy a párt új elnöke legyen. A Horvát Jogok Pártja bejelentette, hogy a 2011-es horvát parlamenti választások során a VII. választókerületben (elsődleges Lika és Gorski Kotar) a listájukon kizárólag nők lesznek.
A 2011-es horvát parlamenti választásokon fordult elő először, hogy a párt nem szerzett parlamenti mandátumot, ami válsághoz vezetett; a párt dalmát szervezetének vezetői Anto Đapić tiszteletbeli elnök lemondását követelték. Ennek hatására Đapić távozott a pártpolitikából. 2013. január 28-án a Horvát Jogok Pártjának elnöksége is kizárta a pártból korábbi tiszteletbeli elnökét, Đapićot. Srb, a párt elnöke azt mondta, Đapićot azért zárták ki, mert megszegte azt az ígéretét, hogy nem fog politizálni. Đapić elmondta, hogy megdöbbentette a döntés.

## Választási eredmények
| Választás | Szavazatok száma | Szavazatok aránya | Mandátumok száma | Parlamenti szerepe |
| --------- | ---------------- | ----------------- | ---------------- | ------------------ |
| 1992      | 186 000          | 7,06%             | 5                | ellenzék           |
| 1995      | 121 095          | 5,01%             | 4                | ellenzék           |
| 20001     | 152 699          | 5,19%             | 4                | ellenzék           |
| 2003      | 157 987          | 6,4%              | 8                | ellenzék           |
| 2007      | 86 865           | 3,5%              | 1                | ellenzék           |
| 2011      | 72 360           | 3%                | 0                | nem jutott be      |
| 2015      | 13 980           | 0,6%              | 0                | nem jutott be      |
| 20162     | 13 082           | 0,68%             | 0                | nem jutott be      |
| 2020      | 7266             | 0,44%             | 0                | nem jutott be      |

1 a Horvát Kereszténydemokrata Unióval közös koalícióban
2 a Költözés Koalíció eredménye, melynek legnagyobb ereje a Horvát Jogok Pártja
| Választás | Szavazatok száma | Szavazatok aránya | Mandátumok száma |
| --------- | ---------------- | ----------------- | ---------------- |
| 2013      | 10 317           | 1,39%             | 0                |
| 20141     | 63 437           | 6,88%             | 0                |
| 20192     | 46 970           | 4,37%             | 0                |

1 a Szövetség Horvátországért eredménye, melynek egyik ereje a Horvát Jogok Pártja
2 a Függetlenek Horvátországért párttal közös listán

## Fordítás
- Ez a szócikk részben vagy egészben  a   Croatian Party of Rights című angol Wikipédia-szócikk ezen változatának fordításán alapul.  Az eredeti cikk szerkesztőit annak laptörténete sorolja fel. Ez a jelzés csupán a megfogalmazás eredetét és a szerzői jogokat jelzi, nem szolgál a cikkben szereplő információk forrásmegjelöléseként.
- Ez a szócikk részben vagy egészben  a   Hrvatska stranka prava című horvát Wikipédia-szócikk ezen változatának fordításán alapul.  Az eredeti cikk szerkesztőit annak laptörténete sorolja fel. Ez a jelzés csupán a megfogalmazás eredetét és a szerzői jogokat jelzi, nem szolgál a cikkben szereplő információk forrásmegjelöléseként.